# История евреев в Болгарии

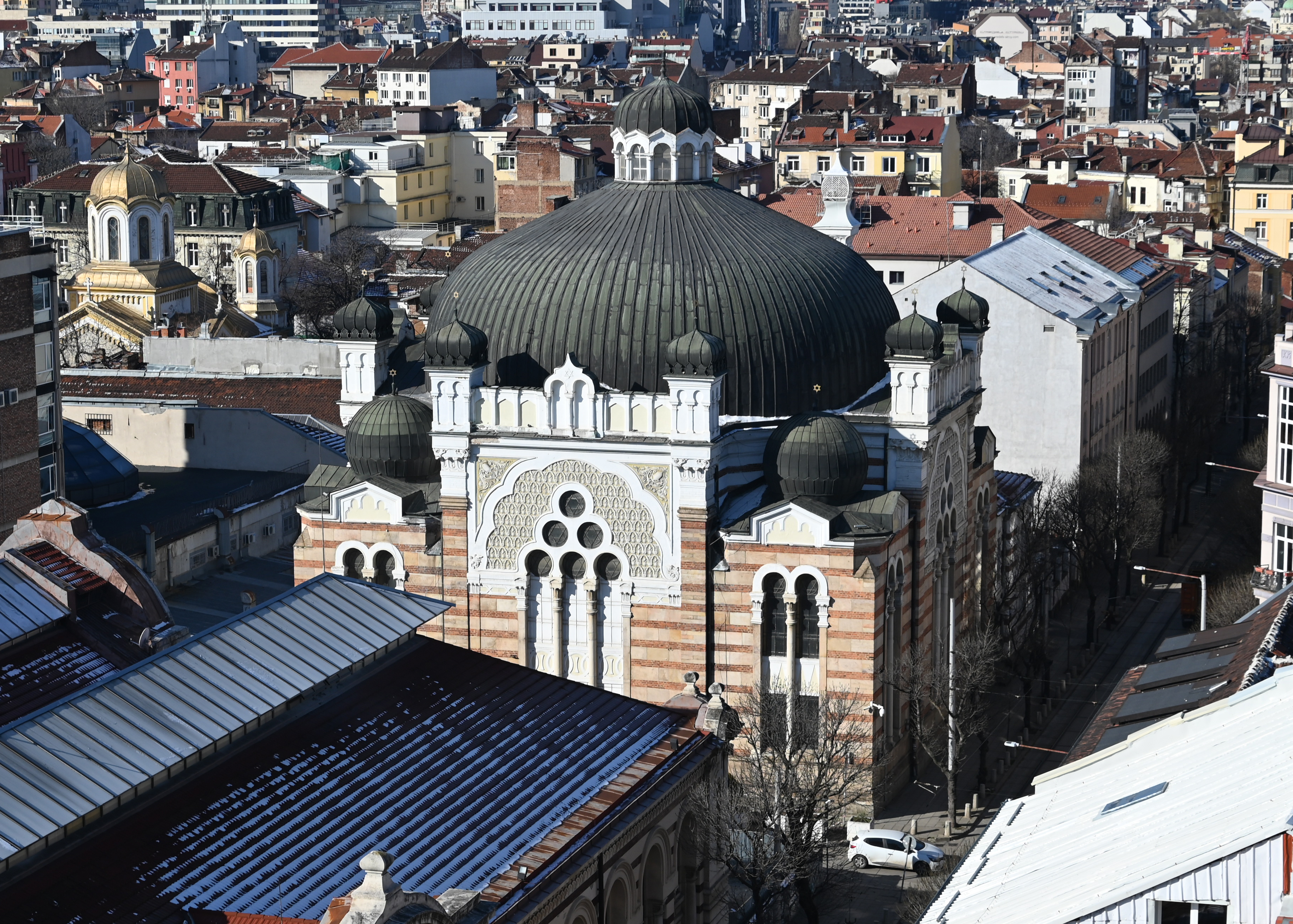
Синагога в Софии

История евреев в Болгарии (болг. Евреи в България, ивр. יהדות בולגריה‎) начинается в II веке. Евреи часто играли важную роль в истории Болгарии. Сейчас большинство болгарских евреев переселились в Израиль, а в Болгарии проживает небольшая еврейская диаспора.

## Римский период
Предположительно евреи поселились во Фракии во времена Римской империи, когда после поражения восстания Бар-Кохбы, вероятно, были перемещены римлянами на Балканы из Ближнего востока. Руины синагог были обнаружены в Пловдиве, Никополе и Гигене. Самые ранние письменные источники, подтверждающие наличие еврейской общины в провинции Мёзия, относятся к II веку н. э. Иосиф Флавий подтверждает существование еврейской общины в балканских провинциях. Указ Римского императора Феодосия I от 379 года в отношении преследования евреев и уничтожения синагог в Иллирии и Фракии также указывает на существование еврейских поселений на территории этих провинций.

## Период Болгарского царства
До XIV века еврейское население Болгарии относилось к субэтнической группе романиотов, в 1376 году из Венгрии, а позднее из других частей Европы началась миграция ашкеназов.
После создания в 681 году Первого Болгарского царства, евреи страдавшие от гонений в Византии, начали массово переселяться в Болгарию. Большое число евреев проживало в 967 году в Никополе. Царь Иван Александр был женат на еврейке Саре (после крещения Теодора), которая приняла христианство и имела значительное влияние при дворе. Её сын Иван Шишман был последним царем Тырновского царства и был низложен турками в 1395 году.

## Период Османского владычества
После османского завоевания Болгарского царства в 1396 году, существовали значительные еврейские общины в городах Видин, Никопол, Силистра, Плевен, София, Ямбол, Пловдив (Филиппополь) и Стара-Загора. Султан Баязид II пригласил евреев в Османскую империю, рассчитывая на то что они принесут развитие и обогащение территорий империи. Султан предоставил евреям гарантии автономии, и дал им ряд различных прав, к примеру право на владение недвижимостью, строительство синагог, право торговли по всей территории империи.
В 1470 году ашкеназы изгнанные из Баварии переселились в Болгарию.
С 1494 года начинается приток изгнанных из Испании сефардов, они переселились в Болгарию через Салоники, Македонию, Италию и Боснию.
В результате этого на территории Болгарии сложились три отдельных еврейских общины: романиоты, ашкеназы и сефарды. Такое положение сохранялось до 1640 года, когда один раввин был назначен для всех трех групп. В XVII веке в Болгарии появляются сторонники идей Шабтая Цви, Натан из Газы и Самуил Примо активно распространяли свое учение в Софии.

## Конец XIX — начало XX века
После окончания Русско-турецкой войны 1877—1878 гг. Болгария получила независимость. По условиям Берлинского договора болгарские евреи получили равные права с другими гражданами Болгарии. Евреи призывались в ряды болгарской армии и воевали в Сербско-болгарской войне (1885), в Балканских войнах (1912—1913), и в Первой мировой войне. 211 солдат болгарской армии еврейской национальности погибли во время Первой Мировой войны.
В годы, предшествующие Второй Мировой Войне, темпы роста населения еврейской общины снизились. В 1920 году в Болгарии проживало 16 000 евреев, что составляло 0,9 % от населения страны. Хотя размер еврейской общины к 1934 году возрос до 48 565 человек, это составило всего лишь 0,8 % от общей численности населения Болгарии. Причем более половины болгарских евреев проживало в столице Болгарии — Софии. Ладино был доминирующим языком в большинстве еврейских общин Болгарии, но молодежь часто предпочитала говорить на болгарском языке.
Также  в Болгарии в Софии и в Дупнице ещё до Второй Мировой Войны возникла небольшая община под названием Жутане Рома (букв. «еврейские цыгане»). Костяк общины составляли потомки еврейских женщин, вышедших замуж за принявших иудаизм цыганских мужчин. В Софии проживало более 100 цыганско-еврейских семей, которые в основном компактно проживали в районе Факультета на улице Средняя Гора. После Холокоста большинство из них уехало в Израиль, но несколько семей остались в Болгарии.

## Вторая мировая война и Холокост

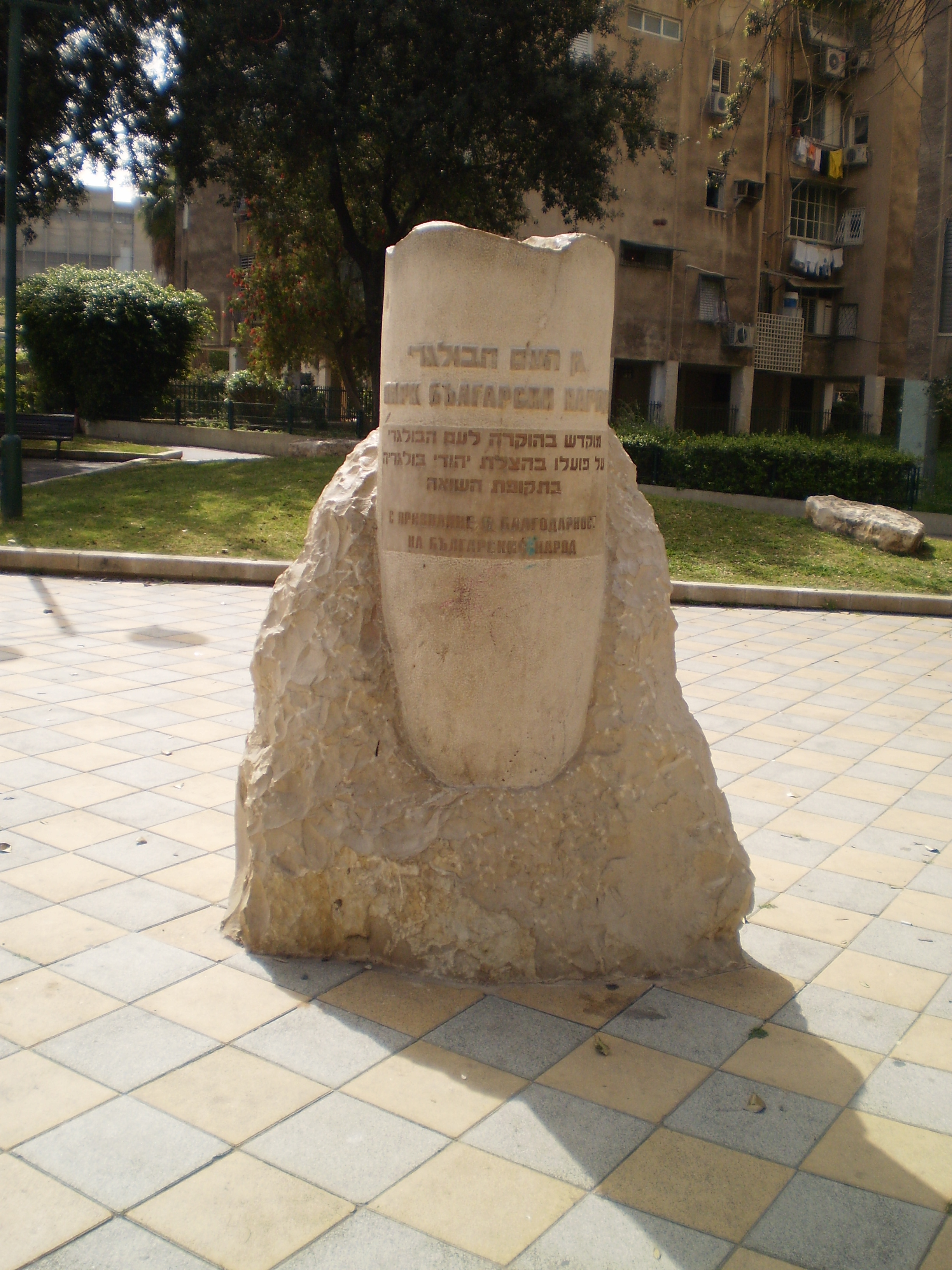
Монумент в Яффо (Израиль) в честь болгарских праведников мира, спасавших евреев от геноцида

## После Второй мировой войны
После Второй мировой войны, и установления коммунистического режима, большинство еврейского населения эмигрировало в Израиль. В Болгарии в данный момент проживает около тысячи евреев (1 162 согласно переписи 2011 года). Согласно статистике израильского правительства из Болгарии в Израиль в период с 1948 по 2006 год эмигрировали 43 961 человек, что делает болгарских евреев четвёртой по величине группой эмигрировавшей из европейских стран, после евреев СССР, Румынии и Польши.